# Štěstí Rougonů
Štěstí Rougonů (1871) (originál La Fortune des Rougon) je první román cyklu Rougon-Macquartové francouzského spisovatele Émila Zoly. Obsahuje autorův úvod k celému cyklu. Jeho děj se odehrává v jihofrancouzském městečku Plassans za dob státního převratu „prince prezidenta“ Ludvíka Napoleona roku 1851.

## Děj
Kniha vypráví o počátcích rodu Rougonů a Macquartů. Teta Dida (Adelaide Fouque) stojí na samém počátku obou rodů. Když se po smrti svého manžela Rougona, se kterým měla syna Pierra, zamiluje do pytláka a podloudníka Macquarta, jejichž lásku okolí neschválí, porodí mu dvě děti Urshulu (Voršilu) a Antoina. Mezi oběma syny se vede závistivá válka o majetek, kterou vyhraje Pierre, když lstí pošle Antoina na vojnu a Urshulu provdá za kloboučníka Moureta. Ten s ní odejde do Marseille. Pierre poté podstrčí Adelaide, kterou má ve své moci, jelikož se ho Adelaide bojí, listinu o prodeji zemědělského prostranství Fouqueů, které vlastnili po několik generací. Pierre ji pak odklidí do starého domu po Macquartovi a ožení se s dcerou místního olejáře, Felicité. Jejich snem je v městě získat významné místo a stát se mocnými. Proto se nejprve v období republiky postaví za monarchii, a později, díky tomu, že je přemluví syn Eugéne, na stranu císařství, ještě před státním převratem v roce 1852. Zatím se Antoine vrátí z vojny a připojí se k republikánům, od jejichž strany si slibuje dosažení svého snu, bezstarostného života. Antoine hrozivě vykořisťuje svou ženu, i své děti, Gervaisu a Jeana. Aby se nemusel starat o svou dceru Lise, pošle ji do Paříže. Ve strachu před ním, Gervaise i Jean utečou, a když jeho žena umře, stává se ještě větším republikánem. Při státním převratu nakonec vítězí Pierre, když zdánlivě „uchrání" město před vojskem povstalců. Dostává místo soukromého berního a stužku Čestné legie. Při závěrečné oslavné hostině jeden z hostů vloží Pierrovi do kabátu růžovou stužku, symbolizující řád Čestné legie.
Émile Zola popisuje konec takto: „Avšak stužka z růžového hedvábí, vložená do knoflíkové dírky Pierrova kabátu, nebyla jedinou rudou skvrnou ve vítězoslávě Rougonů. Pod postelí v sousední místnosti ještě ležel zapomenutý střevíc s krvavým podpatkem. Svíce, která hořela u pana Peirotta na druhé straně ulice, krvácela potmě jako otevřená rána. A v dáli, v pozadí Svatomittreského staveniště, stydla na pohřebním kameni krvavá louže." (přel. Alois Tvrdek)
Spojnici děje tvoří příběh Urshulina syna Silvera Moureta, který bydlí u své babičky, tety Didy, která se ho ujala, je upřímně nadšen pro republiku a zúčastní se spolu se svojí milou Miette neúspěšné vzpoury vesničanů, která skončí masakrem – dívka Mietta umírá kulkou vojáka, Silvera zabije posléze četník, kterému Silvere vyrazil pažbou pušky oko.
Postavy a jejich potomci, které jsou v knize představeny, posléze zabydlí zbylých 19 románů cyklu.

## Online dostupné dílo
- Émile Zola. Štěstí Rougonů. Překlad Alois Tvrdek. Praha: Jos. R. Vilímek, 1925. 371 s. Dostupné online.